# Przemysław Krajewski
Przemysław Krajewski, né le 20 janvier 1987 à Ciechanów, est un handballeur international polonais, évoluant au poste d'ailier gauche au Wisła Płock (handball).

## Palmarès

### En club
- Deuxième du Championnat de Pologne en 2018, 2019, 2020, 2021
- Finaliste de la Coupe de Pologne en 2019

### En équipe nationale
- 6e place au championnat d'Europe 2014
- médaillé de bronze au championnat du monde 2015
- 7e place au championnat d'Europe 2016
- 4e place aux Jeux olympiques de 2016
- 17e place au championnat du monde 2017
- 21e place au championnat d'Europe 2020
- 13e place au championnat du monde 2021
- 12e place au championnat d'Europe 2022